# The Great American Bash 2006
Royal Rumble (2006), va ser el tercer esdeveniment anual de pagament per visió (PPV) The Great American Bash produït per la World Wrestling Entertainment (WWE). Va tenir lloc al Conseco Fieldhouse d'Indianapolis, Indiana el 23 de juliol del 2006. Amb l'exclusiva participació de la marca SmackDown!.

## Resultats
(c) = campió.
- Paul London i Brian Kendrick (c), derrotaren "The Pit Bulls" Jamie Noble i Kid Nash (13:28)
- Finlay (c) derrotà William Regal (13:49)
- Gregory Helms derrotà Matt Hardy (11:43)
- The Undertaker derrotà The Big Show (21:35)
- Ashley Massaro derrotà Kristal, Jillian Hall i Michelle McCool (5:17)
- Ken Anderson derrotà Batista (8:38)
- King Booker (amb Queen Sharmell) derrotà Rey Mysterio (c) (16:46)